# ريتشارد ستولتي
ريتشارد ستولتي (بالهولندية: Richard Stolte)‏ (8 يناير 1990 في هولندا - ) هو لاعب كرة قدم هولندي في مركز الوسط. لعب مع نادي إكسلسيور ونادي إيمن ونادي هيرنفين وفورتونا سيتارد.